# Вулиця Героїв УПА (Луцьк)
Вулиця Героїв УПА - головна вулиця мікрорайону Вишків, Луцьк. Бере початок на роздоріжжі з вулицями Стрілецькою, Набережною і Ківерцівською та прямує до межі міста, далі дорога перетікає у вулицю 17-го Вересня. Значна частина вулиці проходить по узбережжю річки Стир.

## Історія

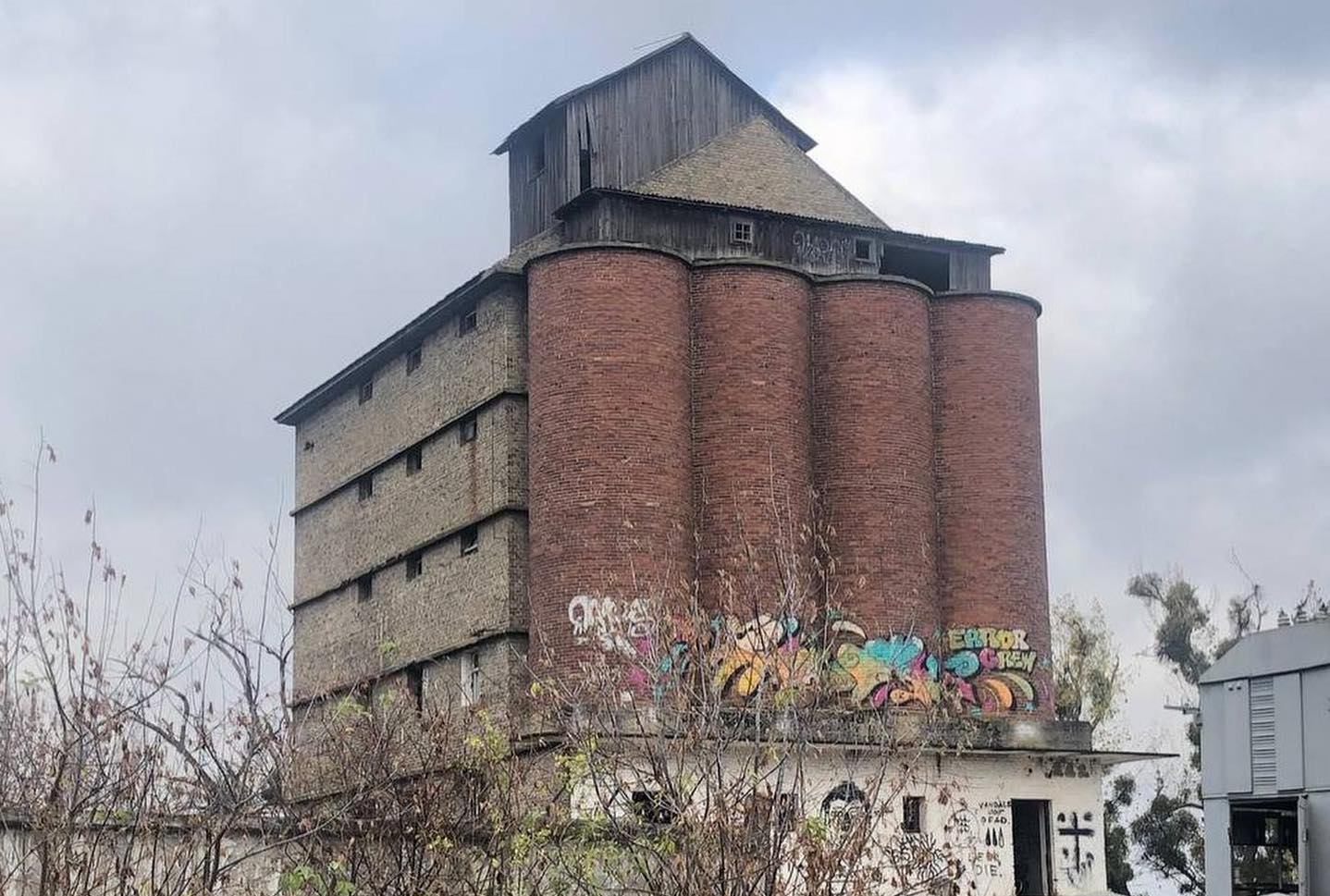
Елеватор на вулиці Героїв УПА, побудови 1937 року

Як дорога на Жидичин відома з XIII століття. У Галицько-Волинському літописі описано як в 1227 р. Данило Романович поїхав у Жидичин поклонитись та помолитись святому Миколаю. Дорога на Жидичин проходила по сільській дорозі Вишкова. У ХІХ столітті біля сучасної вулиці Героїв УПА знаходились військові частини. На вулиці у 1937 році був збудований елеватор за проектом Тадеуша Яна Красінського. У післявоєнні роки вулиця отримала назву Червоноармійська. 
У 2007 році вулиця Червоноармійська була перейменована на Героїв УПА.

## Будівлі та установи

### Підприємства
- АГЗС Газовик
- ТОВ "ЗАХІДЕЛЕКТРОМОНТАЖ" — вулиця Героїв УПА, 13

### Торгівля
- Гастроном "Вишківський" — вулиця Героїв УПА, 8

- «Щедрий маркет» — вулиця Героїв УПА, 25
- «Ксена» — вулиця Героїв УПА, 107
- Фірмовий магазин «А-ГЛОБАЛ» — вулиця Героїв УПА, 8

### Аптеки
- ВФ Аптека №53 — вулиця Героїв УПА, 109-Б

### Регілія
- Свято-Михайлівська церква — вулиця Героїв УПА, 67А